# Ванг Жењи (астроном)
Ванг Жењи (1768–1797) је била кинеска научница из династије Ћинг. Прекршила је феудалне обичаје тог времена, који су ометали права жена, радећи на образовању у предметима као што су астрономија, математика, географија и медицина. Била је позната по свом доприносу у астрономији, математици и поезији. Била је признати научник: „Изванредна жена Кине из 18. века.“

## Биографија

### Младост и породица
Дом предака Ванг Жењи је у провинцији Анхуеј, али се породица њеног деде преселила у Јиангнинг или данашњи Нанкинг. Веома је волела да чита када је била дете и била је веома паметна.
Њену породицу чинили су њен деда, бака и њен отац. Њен деда Ванг Жефу, био је бивши гувернер округа Фенгчен и округа Сјуенхуа. Имао је широк и дубок интелект, волео је да чита и имао је колекцију од преко седамдесет пет полица за књиге. Њен отац Ванг Сичен је пао на царским испитима и уместо тога је студирао медицинску науку и своје налазе забележио у збирци од четири тома под називом „Збирка медицинских рецепата". Девојачко презиме њене баке било је Донг. Њен деда је био њен први учитељ астрономије; бака јој је била учитељица поезије; а отац јој је предавао медицину, географију и математику.
Ванг Жефу је умро 1782. године и породица је отпутовала у Јилинг (близу Великог зида) на његову сахрану. Остали су у региону пет година, где је Жењи стекла опширно знање читајући збирку књига свог деде, као и учењем коњичких вештина, стрељаштва и борилачких вештина од жене монголског генерала по имену Аа.
Са шеснаест година, Ванг Жењи је путовала јужно од реке Јангцекјанг са својим оцем док се није вратила у престоницу. Могла је да види места као што су Шанкси, Хубеј и Гуангдонг, проширивши своје видике и обогативши своја искуства. Када је имала осамнаест година, спријатељила се са ученицама у Јиангнингу кроз своју поезију и почела да се фокусира на своје, углавном самоуко, проучавање астрономије и математике. Са двадесет пет година удала се за Зан Меиа из Сјуанченга у провинцији Анхуеј. Након удаје, постала је познатија по својој поезији и знању из математике и астрономије које је својевремено предавала неким ученицима. Ванг Жењи је умрла са двадесет девет година и није имала деце.

## Академска достигнућа
Иако је живела само двадесет девет годину, Ванг Жењи је била веома успешна у академском свету. Истицала се у астрономији и математици. Један од њених доприноса је била могућност да опише своје погледе на небеске феномене у свом чланку „Расправа око поворке равнодневица“. Умела је да објасни и једноставно докаже како се равнодневице крећу, а затим како да израчуна њихово кретање. Написала је многе друге чланке као што су „Расправа о географској дужини и звездама“ као и „Објашњење помрачења Месеца“. Она је коментарисала број звезда; правац окретања Сунца, Месеца и планета Венере, Јупитера, Марса, Меркура и Сатурна; као и описивање односа између помрачења Месеца и Сунца. Не само да је проучавала истраживања других астронома, већ је била у стању да уради и своја оригинална истраживања.
Један од њених експеримената за проучавање помрачења Месеца укључивао је постављање округлог стола у баштенски павиљон, који је деловао као глобус; окачила је кристалну лампу на гајтан са плафонских греда, која је представљала сунце. Затим је на једној страни стола имала округло огледало попут месеца. Померала је ова три објекта као да су Сунце, Земља и Месец према астрономским принципима. Њени налази и запажања су били веома тачни и забележени у њеном чланку „Објашњење помрачења Сунца“.
У области математике, Жењи је савладала тригонометрију и познавала Питагорину теорему. Написала је чланак под називом „Објашњење Питагорине теореме и тригонометрије“, где је тачно описала троугао и однос између краћег крака правоуглог троугла, дугачке катете и хипотенузе троугла.
Дивила се математичару Меи Вендингу (1633–1721. н.е.).  Био је познат у раној династији Ћинг и написао је књигу Принципи израчунавања. Ванг Жењи је постала мајстор ове књиге, преписавши је једноставнијим језиком и учинивши је доступном другима под насловом „Обавезе у израчунавању“. Била је у стању да поједностави множење и дељење како би почетницима олакшала учење математике. Била је веома посвећена проучавању математике и написала је књигу под називом Једноставни принципи израчунавања када је имала двадесет четири године. Њено учење је било тешко и једном је рекла: "Било је тренутака када сам морала да одложим оловку и уздахнем. Али ја волим ту тему, не одустајем."

## Поезија
Њена искуства са путовања, као и академско истраживање дали су јој обиље идеја и материјала за своју поезију. Својом књижевношћу оставила је трајни утисак. Оставила је тринаест томова Ци (поезије), прозе и предговора и постскриптума написаних за друга дела. Чувени научник из династије Ћинг Јуан Меи прокоментарисао је њену поезију рекавши да је „имала укус великог пера, а не песникиње“. Поезија Ванг Жењи је била позната по недостатку "цветних" речи, за које се у то време веровало да су уобичајене за жене. Њена поезија је укључивала њено разумевање класика и историје и искуства током њених путовања, као што су пејзажи и животи обичних људи са којима је склопила познанства.
Такође је описивала тешке животе обичних људи, као што су раднице у песмама „Жена узгајивачица свилене бубе“ и „Прање одеће“. Поред тога, приказала је корупцију и поларни контраст између живота богатих и сиромашних у песмама попут „Песма од осам редова“, која је садржала:
Село је празно од дима од кувања,
Богате породице пуштају складиштено жито да пропадне;
У пелину разасута јадна изгладнела тела,
Похлепни званичници још увек притискају намете фармама.

## Смрт
Ванг Жењи је умрла са двадесет девет година. Не постоји тачан запис о томе како је умрла. Када је сазнала да умире, дала је своја дела и рукописе својој најбољој пријатељици, госпођи Куаи (1763–1827 н.е.), која их је на крају пренела свом нећаку, Киан Јиџију (1783–1850 н.е.), који је био познати научник у то време. Он је саставио њен рад у Shusuan Jiancun или Једноставни принципи израчунавања. Он је Ванг Жењи описао као „научницу број један после Бан Жаоа“.

## Наслеђе
Ванг Жењи је веровала у једнакост и једнаке могућности за мушкарце и жене. У једној од својих песама написала је:
Направљено је да верује,
Жене су исто што и мушкарци;
Зар ниси убеђен,
И ћерке могу да буду јунакиње?
Била је задовољна у свом браку и сматрала је да су друштвено-феудалне вредности неприкладне „када се говори о учењу и науци, људи не мисле ни на једну жену“, рекла је да „жене треба само да кувају и шију, и да им не треба сметати писање чланака за објављивање, проучавање историје, писање поезије или бављење калиграфијом." (Мушкарци и жене) „сви су људи, који имају исти разлог за учење“.
1994. године, Радна група Међународне астрономске уније за номенклатуру планетарног система одобрила је именовање кратера на Венери Ванг Жењи по њој.

## Други извори
- "The Preliminary Collection of Defeng Pavilion" by Wang Zhenyi
- The History of the Qing Dynasty, the 508th vol.: The Biography of Wang Zhenyi
- The Biographies of 700 Noted Personages of the Qing Dynasty, Book Four, the biography of Wang Zhenyi by Cai Guanluo
- The Supplementary Collection of Biographies on Stone Tablets: the 509th vol.: The Biography of Wang Zhenyi by Min Erchang
- "The Third Edition of the Biographies, seventh vol., by Zhu Kebao
- "The Preliminary Collection of the Classified Readings of the Dynasty," the 228th vol.
- Textual Research into Works by Women Writers in History, seventh vol., by Hu Wenkai